# Archegosauridae
Archegosauridae es una familia extinta de temnospóndilos que vivieron durante el período Pérmico. Presentaban un cráneo alargado que se asemejaba al de los cocodrilos.

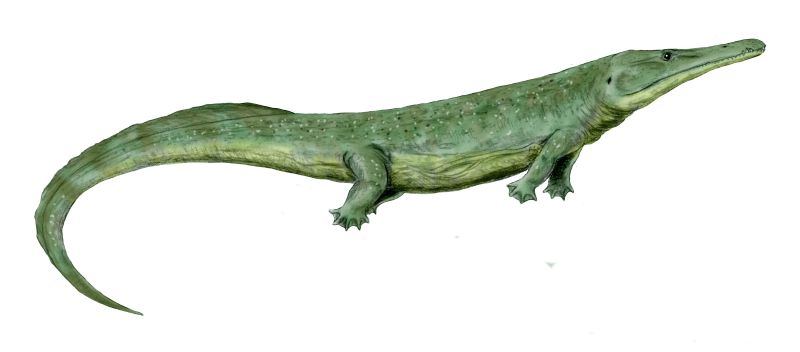
Prionosuchus
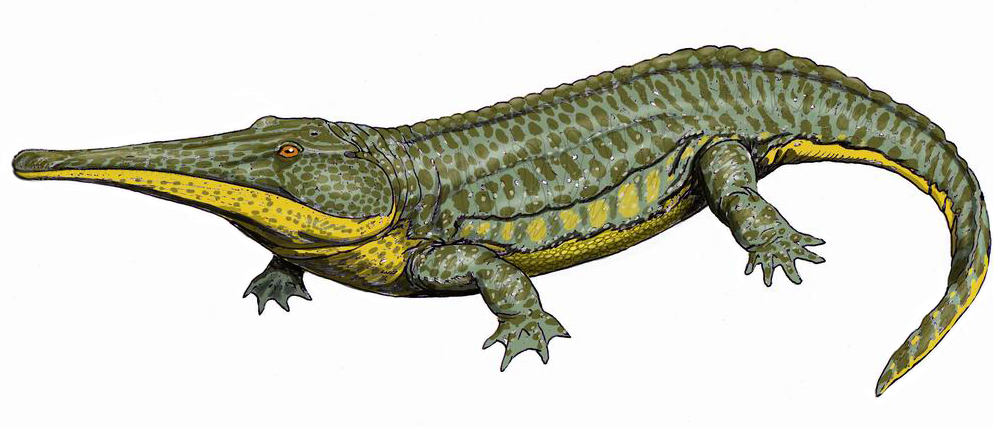
Platyoposaurus
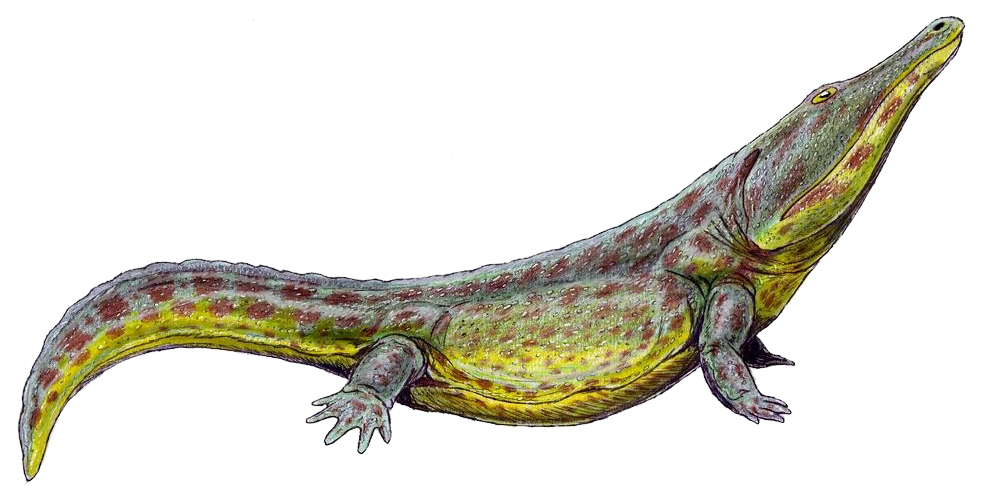
Konzhukovia
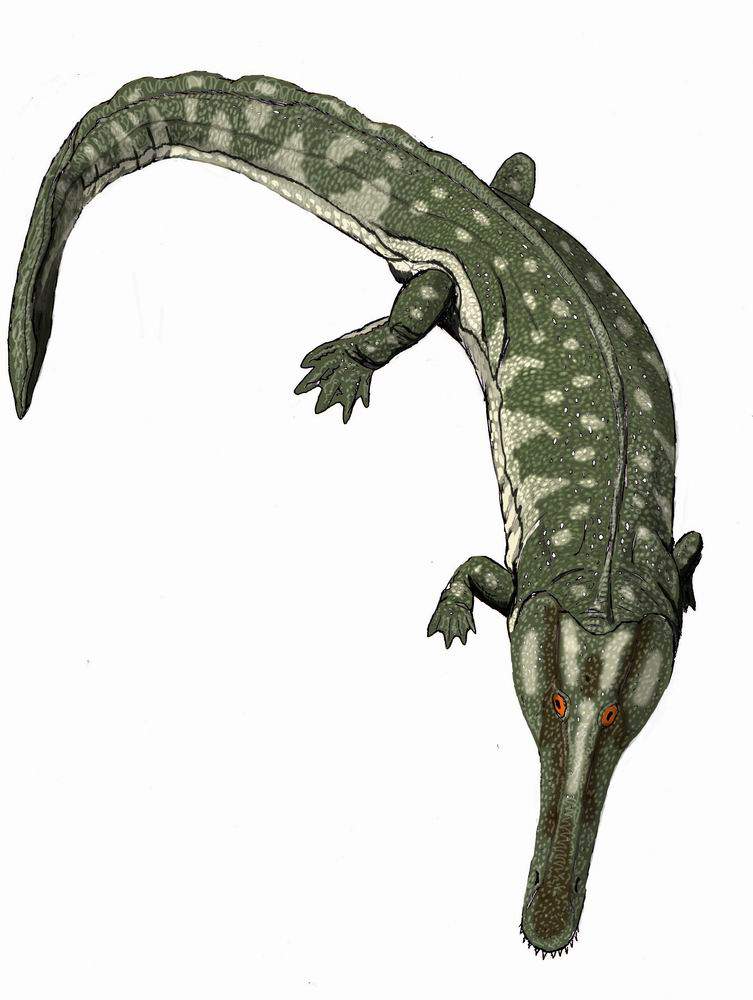
Collidosuchus